# Can't Be Tamed
Can't Be Tamed este al treilea album de studio al cântăreței de origine americană Miley Cyrus. A fost lansat pe 18 iunie 2010 de Hollywood Records. Piesele albumului au fost scrise și înregistrate în timpul turneului Wonder World Tour. Ediția specială a albumului a fost lansată pe 22 iunie 2010 de Hollywood Records în colaborare cu Universal Music Group și include 19 performanțe live și interviuri backstage extrase de pe diverse concerturi de pe turneul Wonder World Tour.

## Piese
1. Liberty Walk (Miley Cyrus, Antonina Armato, Tim James, John Fase, Michael Mgginnis, Nick Scapa; 4:06)
2. Who Owns My Heart (Cyrus, Armato, Michael Poncar, Tim James; 3:34)
3. Can't Be Tamed (Cyrus, Armato, James, Paul Neumann, Marek Pompetzki; 2:48)
4. Every Rose Has Its Thorn (Bret Michaels, C.C. DeVille, Bobby Dall, Rikki Rockett; 3:48)
5. Two More Lonely People (Cyrus, Armato, Angie Aparo, Brandon Jane, Kevin Kadish; 3:09)
6. Forgiveness and Love (Cyrus, Armato, James, Adam Schmalholz; 3:28)
7. Permanent December (Cyrus, John Shanks, Claude Kelly; 3:37)
8. Stay (Cyrus, Shanks; 4:21)
9. Scars (Cyrus, Shanks; 3:42)
10. Take Me Along (Cyrus, Shanks; 4:09)
11. Robot (Cyrus, Shanks; 3:43)
12. My Heart Beats For Love (Cyrus, Shanks, Hillary Lindsey, Gordie Sampson; 3:43)
13. Can't Be Tamed (Rockangeles Remix feat. Lil Jon) (iTunes Bonus Track); 4:01)